# SN 2009bb
SN 2009bb – supernowa typu Ic odkryta 21 marca 2009 roku w galaktyce NGC 3278. W momencie odkrycia miała maksymalną jasność 17,00m.